# Herman Colleniusbrug
De Herman Colleniusbrug is een basculebrug in de stad Groningen over het Reitdiep tussen de Schildersbuurt en de Oranjewijk. De brug is gelegen in de Herman Colleniusstraat, een belangrijke fietsroute tussen het Hoofdstation en de Zernike Campus. De brug is vernoemd naar portret- en historieschilder Herman Collenius waar ook de gelijknamige straat naar is genoemd. 
In de directe omgeving van de brug is de Watertoren West te vinden. Daarnaast vindt men aan de overzijde van het kanaal nog een supermarkt, een kapper en een fietsenwinkel. 
Het vrijstaande brughuisje aan de zuidwest zijde van de brug is een monument dat gemetseld is op een halfrond gemetseld basement. Het gebouw heeft een vierkante vorm en heeft een toegangsdeur met twee ramen aan de zijde van de kade. Aan de andere kant is een halfronde overstekende vensterreeks die uitzicht geeft over het water en de brug. Dit venster bestaat uit ladderramen in stalen sponningen die het gebouwtje een karakteristieke Amsterdamse school-uitstraling geven. Daar overheen ligt een betonnen schelpvormige kap die doet denken aan het werk van Piet Kramer.

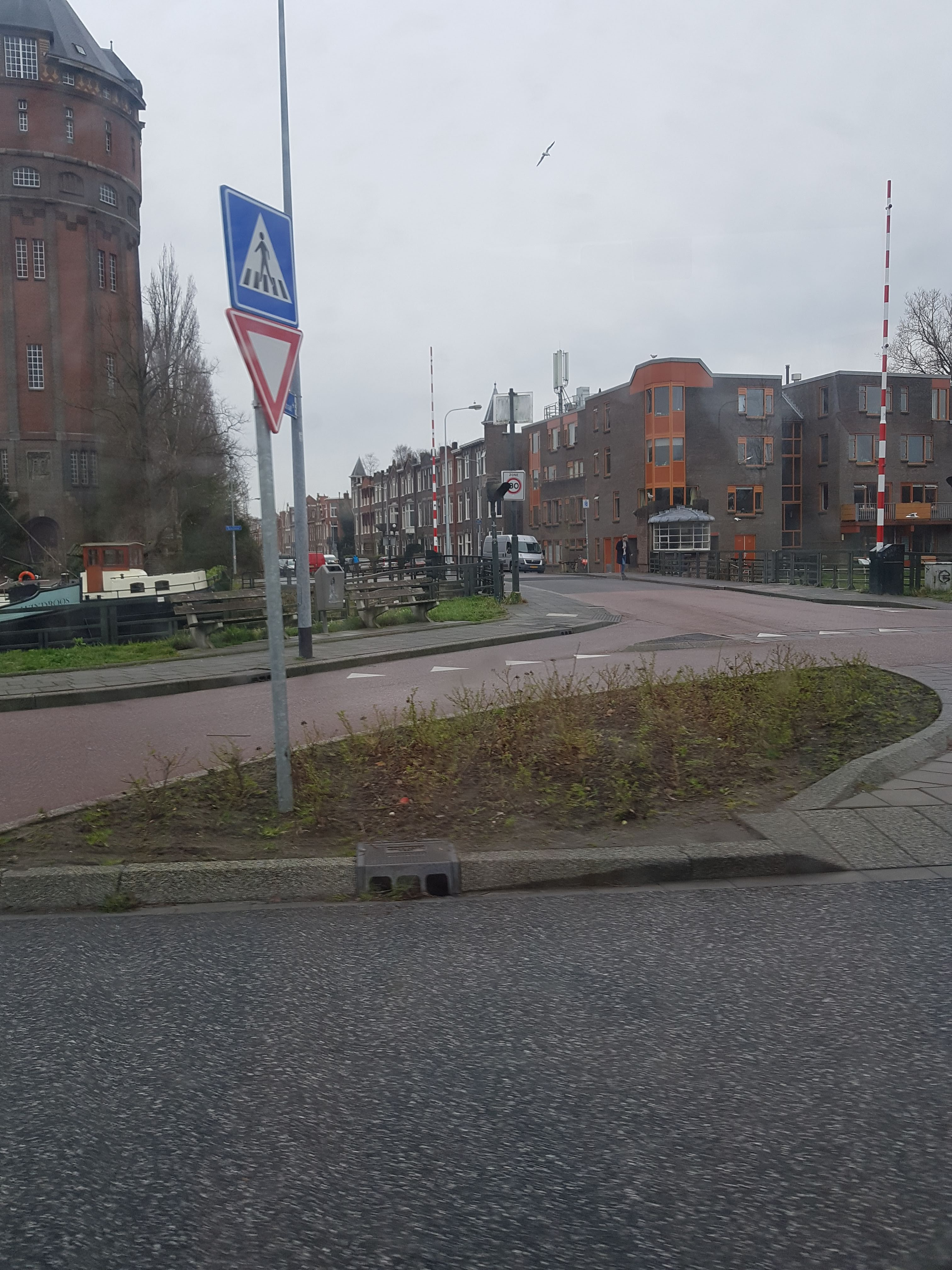
De Herman Colleniusbrug vanaf de Wilhelminakade